# Thiago Negri
Thiago Negri de Castro, mais conhecido como Thiago Negri (São Bernardo do Campo, 24 de dezembro de 1984), é um jogador de futebol de salão brasileiro, que atua como ala/pivô.
Atualmente joga pela equipe do AD São Bernardo da cidade de São Bernardo do Campo em São Paulo.

## Carreira

### Início
Iniciou sua carreira futebolística jogando futebol de campo nas equipes de base do São Paulo; migrou-se para o futebol de salão e conquistou seu primeiro título nas equipes menores do Clube MESC de São Bernardo do Campo.
Com passagens por equipes do Brasil, da Europa e atualmente da Colômbia, o atleta ganhou experiência e muito talento. Camisa 12, vestida por Jackson, Vander e Falcão no futsal (FIFA); Thiago Negri no futebol de salão (AMF) também entrou para a dinastia da camisa 12 do futebol de salão do Brasil. Há três temporadas participando da Copa Profissional de Microfútbol AMF é destaque e ídolo na Colômbia.

### Seleção brasileira
Em 2011 foi convocado pela primeira vez para a Seleção Brasileira de Futebol de Salão (CNFS) para disputar o Campeonato Mundial de Futebol de Salão, na Colômbia. A Seleção Brasileira não passou da primeira fase, mas abriu as portas para que o atleta não voltasse mais da Colômbia para o Brasil. Voltou a defender a Seleção Brasileira no final de 2011, nos Estados Unidos, sagrando-se vice-campeão com a camisa amarelinha.
Convocado pelo técnico Daniel Castilho em 2013 para os Jogos Mundiais, na cidade de  Guadalajara de Buga na Colômbia, foi medalha de bronze e artilheiro da seleção com 5 gols.

### Conquistas
Títulos

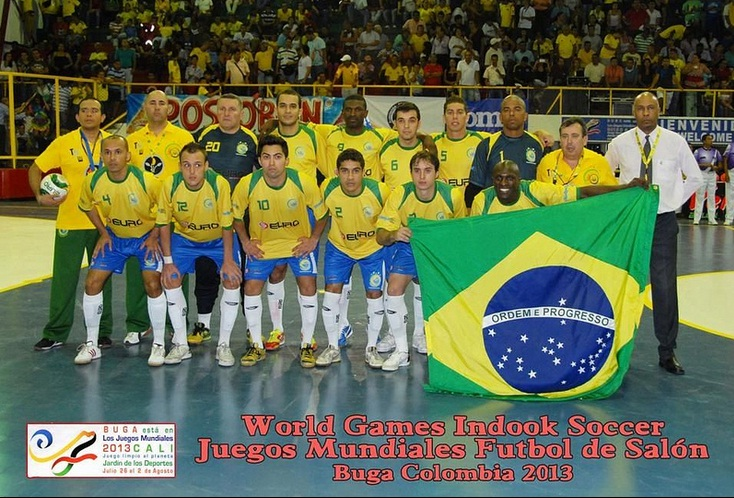
Seleção Brasileira de Futebol de Salão - Medalha de bronze

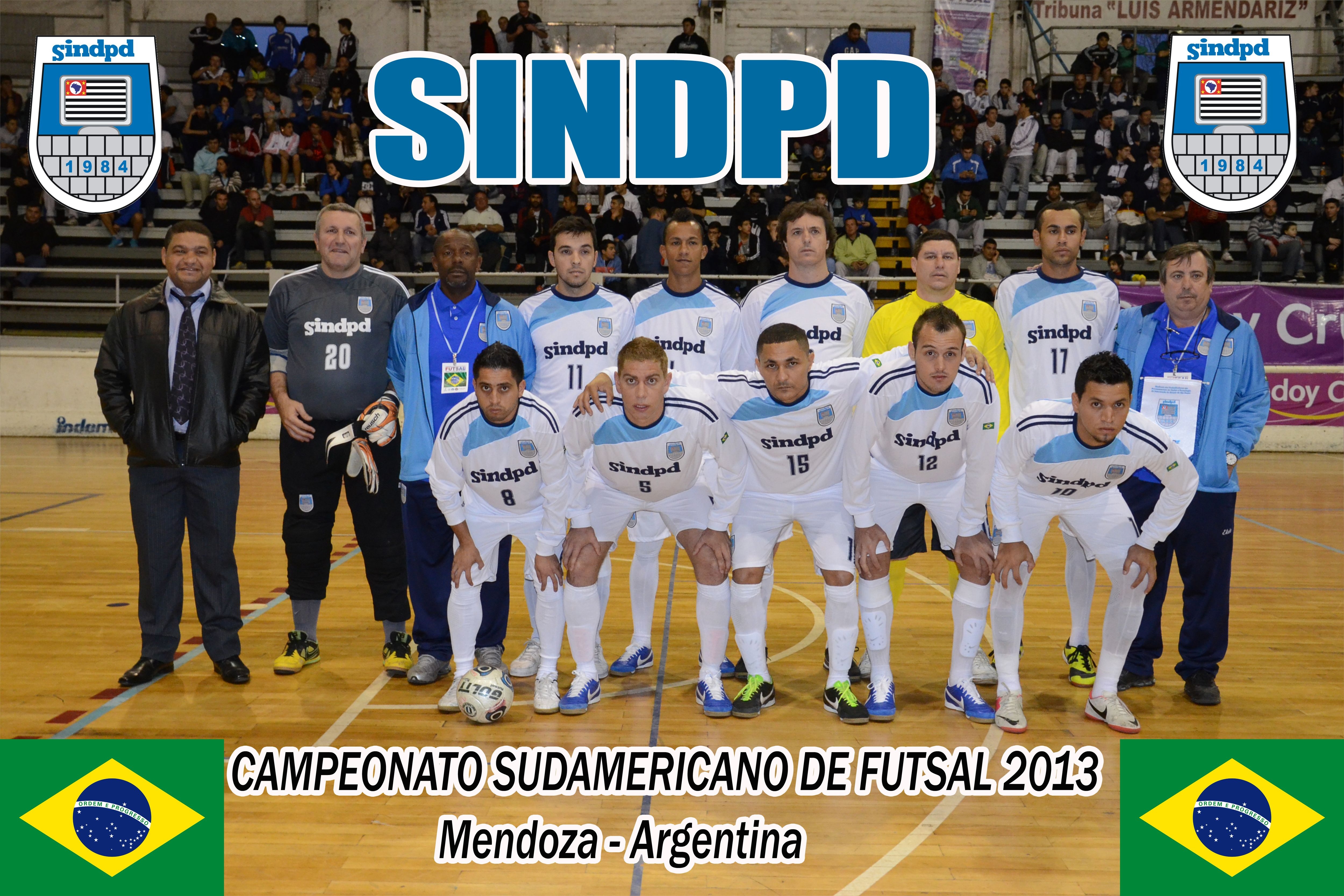
Thiago Negri defendendo a equipe do Sindpd no Campeonato Sul-Americano de Futebol de Salão na Argentina em 2013.

- Campeonato Metropolitano - prata - sub-20 - Clube MESC (S.B.Campo): 2003
- Troféu Cidade de São Paulo - principal - São Paulo F.C.: 2005

Seleção brasileira
- IX Jogos Mundiais/The World Games: 2013.   - Medalha de bronze

### Campanhas de destaque
Seleção brasileira
- Vice-campeã do I Torneio Internacional Profissional de Futebol de Salão (AMF): 2011